# Kofila

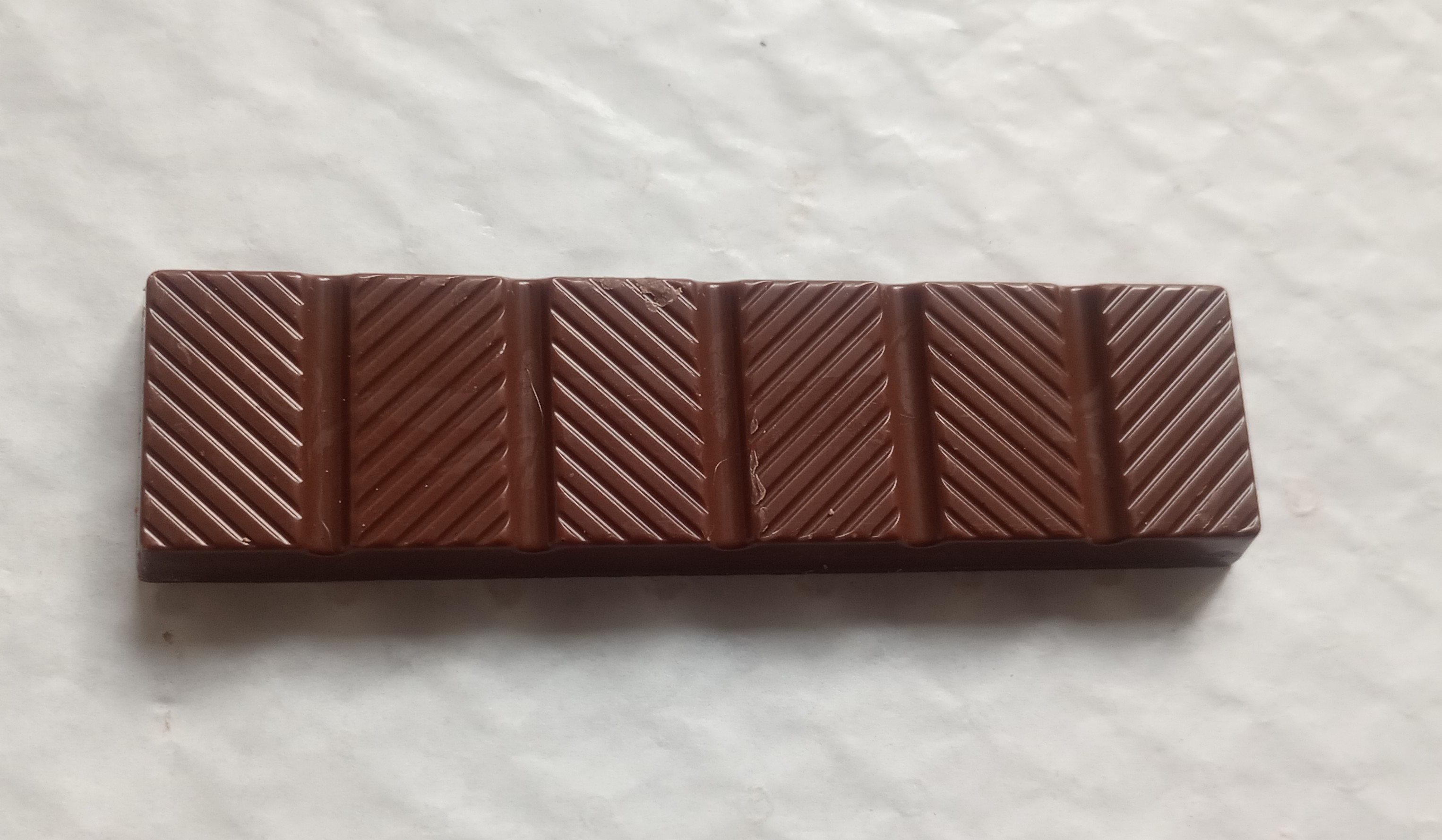
Tyčinka Kofila

Kofila je česká čokoládová tyčinka plněná kakaovou hmotou s příchutí kávy. Výrobcem je společnost Orion, která je od roku 1992 součástí skupiny Nestlé. Na trh byla uvedena roku 1923. V roce 2018 byla spolu s tyčinkami Orion Margot a Ledové Kaštany jednou ze tří nejoblíbenějších čokoládových tyčinek koncernu Nestlé na českém a slovenském trhu.

## Historie

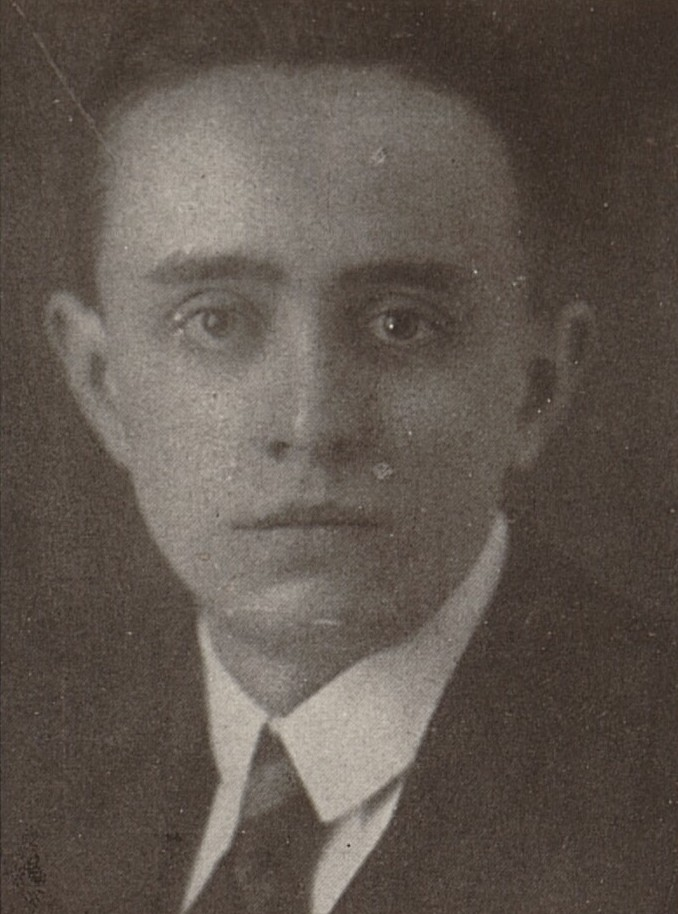
Grafik Zdenek Rykr, tvůrce designu Kofily

Výrobek uvedla na československý trh pražská čokoládovna Orion v roce 1923 jakožto čokoládovou tyčinku s kávovou příchutí. Design vytvořený grafikem a ilustrátorem Zdenkem Rykrem, který pro firmu vytvořil též ikonické logo hvězdy Orion, získal na světových výstavách v Barceloně v roce 1929 a v Bruselu roku 1935 Grand Prix v kategorii obalového designu.

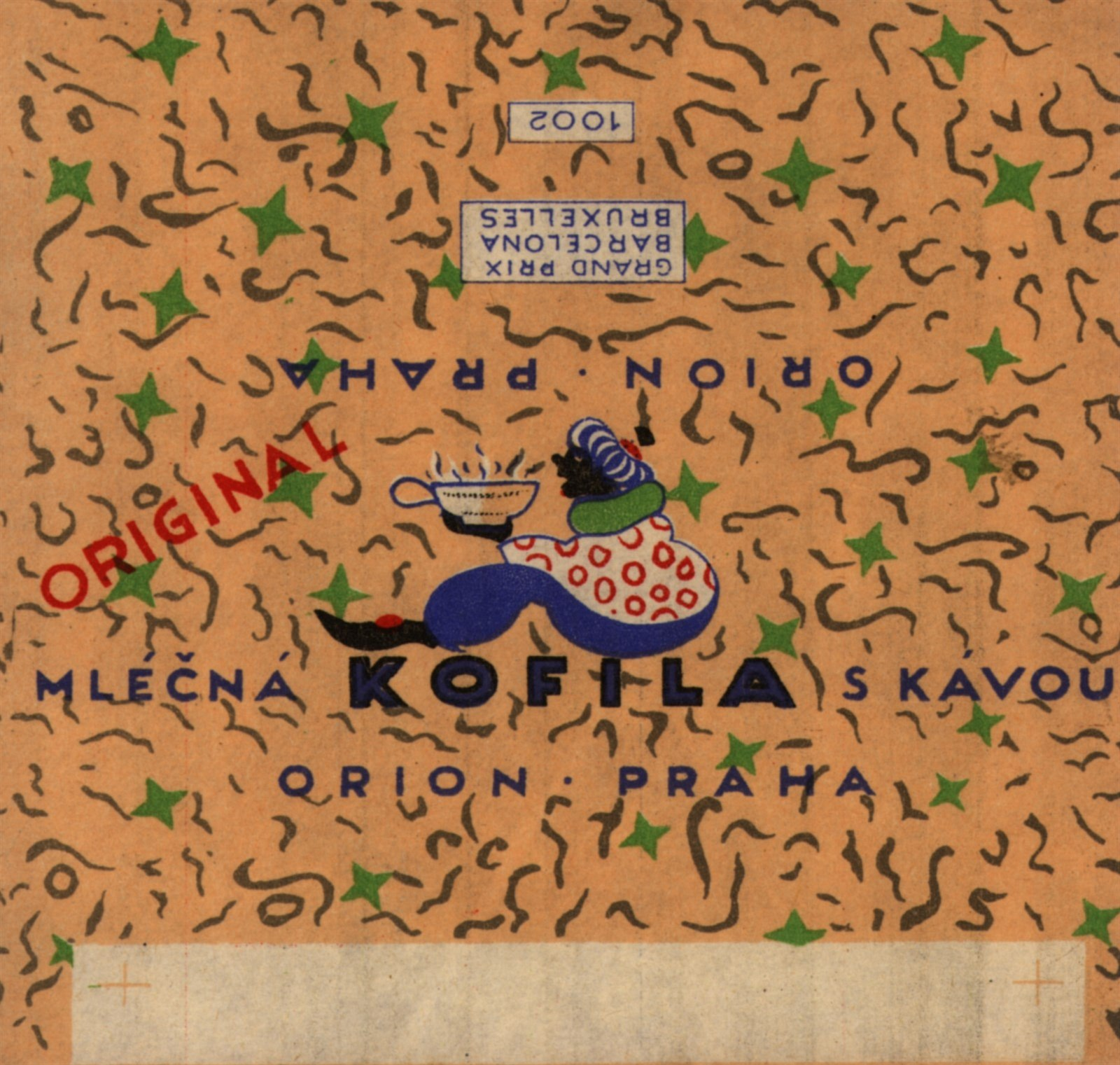
Původní design Zdenka Rykra Kofily od Zdenka Rykla (1935)

V roce 1952 byla výroba Kofily přesunuta ze starého areálu čokoládovny na Vinohradech (lokalita Orionka) do závodu v pražských Modřanech. Na olympiádě čokolád v Bruselu v roce 1962 získala Kofila stříbrnou medaili, která byla později vyobrazena na obalu. Při třetí spartakiádě v roce 1965 se pak poprvé nakrátko změnil design obalu. Namísto obvyklé postavy se v logu akce objevil stylizovaný sportovec. V roce 1982 byla výroba opět přesunuta, z Modřan do Děčína. Během krátké doby v 80. letech 20. století následovalo další přemístění výroby do prostor čokoládoven Zora v Olomouci.
Po Sametové revoluci, následné privatizaci a prodeji státního podniku Orion společnosti Nestlé byl obalový design v roce 1993 poprvé komplexně obnoven. V roce 2013 Orion poprvé rozšířil svou řadu produktů Kofila o příchuť kávového nápoje Latte macchiato, která se následně stala stálou vyráběnou vatriantou. Obsahuje bílou mléčnou krémovou náplň s celými kávovými granulemi.
V roce 2022 bylo vyrobeno přes 30 milionů tyčinek značky, z toho 20 milionů tvořila klasická varianta s příchutí černé kávy. V přepočtu na celkovou populaci téměř 16 milionů obyvatel v distribuční oblasti České republiky a Slovenska to znamená, že každý obyvatel statisticky spotřeboval přes 1,25 klasické varianty Kofily za rok.

## Obal
Balení Kofily je tradičně žluté. Zobrazuje postavu tureckého kavárníka snědé pleti, odkazujícího na Georgia Deodata, prvního provozovatele kavárny v Praze (ve skutečnosti křesťana arménského původu), držícího v rukou šálek kouřící kávy. V roce 2022 byla černá tvář vyobrazené postavy změněna na modrou, z důvodu úvahy o možné asociaci s rasovými předsudky.
V rámci 100. výročí existence Kofily vytvořili studenti grafického designu ze Zlínské univerzity pro rok 2023 sedm různých obalů, které byly následně použity v prodeji. Od roku 2012/13 se znovu objevily designy, které se vymykají obvyklému vzhledu v podobě speciálních edic jakožto krok k podpoře prodeje. Soutěže jsou otevřené veřejnosti a mohou se do nich přihlásit umělci, designéři a grafici.

## Složení
- Kofila Originál: cukr, slazené kondenzované mléko, kakaové máslo, sušené mléko, kakaová hmota, rostlinné tuky (palmový, palmojádrový), kávová pasta z mleté pražené kávy a rostlinných tuků, glukózo-fruktózový sirup, karamelizovaný cukr, glukózový sirup, rostlinné tuky (palmový, bambucký), alkohol, mléčný tuk, laktóza, sušená syrovátka, sůl, emulgátory
- Kofila Latte: cukr, sušené plnotučné mléko, rostlinné tuky, kakaové máslo, kakaová hmota, sušená syrovátka, rozpustná káva, mléčný tuk, laktóza, emulgátory, aromata

## Varianty a příchuti
- Kofila originál
- Kofila Latte
- Kofila Bonbony
- Kofila Espresso v hořké čokoládě (pouze 2015)
- Kofila v bílé čokoládě (pouze 2012)